# Gabriel Neigre
Gabriel Neigre, né le 28 juillet 1774 à La Fère (Aisne), mort le 8 août 1847 à Villiers-sur-Marne (Val-de-Marne), est un général français du Premier Empire.

## Biographie
Gabriel Neigre naît le 28 juillet 1774 à La Fère, et est baptisé le même jour. Il est le fils de Charles Neigre, sergent au régiment de Metz du corps royal d'artillerie, et de son épouse, Françoise Chapilet. Au moment de la naissance de son fils Gabriel, Charles Neigre est en garnison à La Fère. 
Pair de France, lieutenant-général d’artillerie, grand cordon de la Légion d'honneur et baron d'Empire le 29 septembre 1809, enfant de troupe en 1780, capitaine à 19 ans, Gabriel Neigre doit tous ses grades à son mérite.
Au commencement de 1812, l’Empereur le nomme à la direction générale des parcs de l’artillerie de la Grande Armée. Il obtient le grade de général de brigade le 10 janvier 1813, celui de général de division le 25 novembre suivant, puis le titre de baron, récompense bien méritée de ses efforts pendant la campagne de Russie. 
En 1815 il assiste à la bataille de Waterloo, et il déploie pendant la retraite toute son énergie pour sauver le matériel de l’artillerie confié à ses soins. Après le licenciement de l’armée de la Loire, il vient de nouveau siéger au comité de l’artillerie. Il est appelé en 1831 au commandement en chef de l’artillerie de l’armée du Nord, destinée à faire restituer à la Belgique la citadelle d’Anvers. Il est fait pair de France le 11 octobre 1832, et le 22 janvier 1839, il est nommé directeur du service des poudres et salpêtres.
Il est enterré au cimetière du Père-Lachaise (division 56).

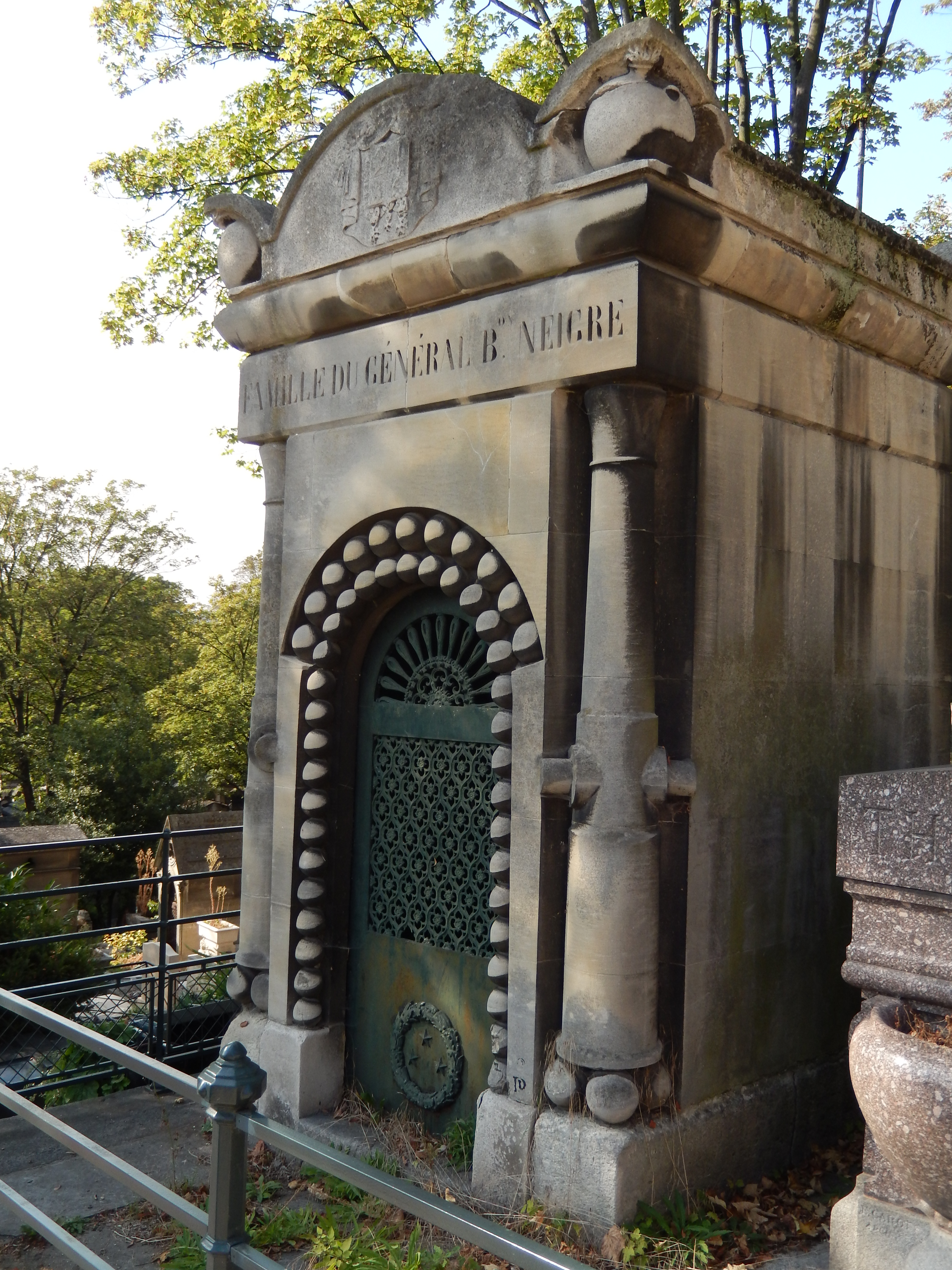
Tombe de Gabriel Neigre (cimetière du Père Lachaise, division 56)

## Distinctions
- Il fait partie des 660 personnalités à avoir son nom gravé sous l'arc de triomphe de l'Étoile. Il apparaît sur la 10e colonne (l’Arc indique NEIGRE).

- Grand officier de la Légion d'honneur le 29 octobre 1826,
- Grand-croix de la Légion d'honneur le 9 janvier 1832,
- Grand cordon de l'Ordre de Léopold (Belgique), 10.03.1833.